# Bernardo de Claraval
Bernardo de Claraval (em francês:  Bernard de Clairvaux; castelo de Fontaine-lès-Dijon, 1090 — Ville-sous-la-Ferté, 20 de agosto de 1153) foi um abade francês, canonizado em 1174 e proclamado Doutor da Igreja. Foi o principal responsável por reformar a Ordem de Cister, na qual entrou logo depois da morte de sua mãe. Foi o fundador da Abadia de Claraval (Clairvaux), na Diocese de Langres.
Em 1128 Bernardo participou do Concílio de Troyes, que delineou a regra monástica que guiaria os Cavaleiros Templários e que rapidamente tornou-se o ideal de nobreza utilizado no mundo cristão. Depois da morte do Papa Honório II em 1130, Bernardo foi instrumental para reconciliar a Igreja durante o chamado "cisma papal de 1130", que só terminaria definitivamente com a morte do antipapa Anacleto II em 1138.
No ano seguinte, Bernardo ajudou a organizar o Segundo Concílio de Latrão. Em 1141, Inocêncio convocou o Concílio de Sens para tratar da denúncia de Bernardo contra Pedro Abelardo. Com bastante experiência em curar cismas na Igreja, Bernardo foi em seguida recrutado para ajudar no combate às heresias que grassavam no sul da França.
No Oriente Médio, depois da derrota cristã no cerco de Edessa, o Papa encarregou Bernardo de pregar a Segunda Cruzada, cujo fracasso seria depois considerado parcialmente culpa sua.
Bernardo morreu aos 63 anos, depois de passar quarenta anos enclausurado. Foi o primeiro cisterciense no calendário de santos, tendo sido canonizado por Alexandre III em 18 de janeiro de 1174. Em 1830, Pio VIII proclamou-o Doutor da Igreja.
Entre suas obras estão a regra monástica da Ordem dos Templários, o "Tratado do Amor de Deus" e o "Comentário ao Cântico dos Cânticos". É também o compositor ou redator do hino "Ave Maris Stella" e da invocação " Ó clemente, ó piedosa, ó doce Virgem Maria" da oração "Salve Rainha".

## Biografia

### Primeiros anos (1090—1113)
Os pais de Bernardo eram Tescelin, senhor de Fontaines, e Aleth de Montbard, ambos oriundos da mais alta nobreza da Borgonha. Ele foi o terceiro de sete filhos, seis dos quais homens. Aos nove, foi enviado para uma escola em Châtillon-sur-Seine dirigida pelos clérigos seculares de Saint-Vorles. Em sua educação, demonstrou grande apreciação pela literatura - principalmente para poder estudar a Bíblia - e dedicou-se por algum tempo à poesia. Bernardo era especialmente devoto da Virgem Maria e escreveu depois muitas obras sobre a "Rainha do Céu", como ele a chamava. Suas conquistas acadêmicas lhe valeram grande admiração de seus professores.
Bernardo tinha apenas dezenove anos quando sua mãe morreu, um evento que o fez pensar em se retirar do mundo para viver uma vida de solidão e oração. Em 1098, São Roberto de Molesme fundou a Abadia de Cister, perto de Dijon, com o objetivo de restaurar à "Regra de São Bento" o seu rigor original. Depois de voltar para sua terra natal, Roberto deixou sua nova abadia aos cuidados de Santo Alberico, que morreu em 1109. Em 1113, Santo Estêvão Harding havia acabado de sucedê-lo como abade quando Bernardo e trinta outros  jovens da nobreza foram admitidos na Ordem de Cister.

### Abade de Claraval (1115—1128)

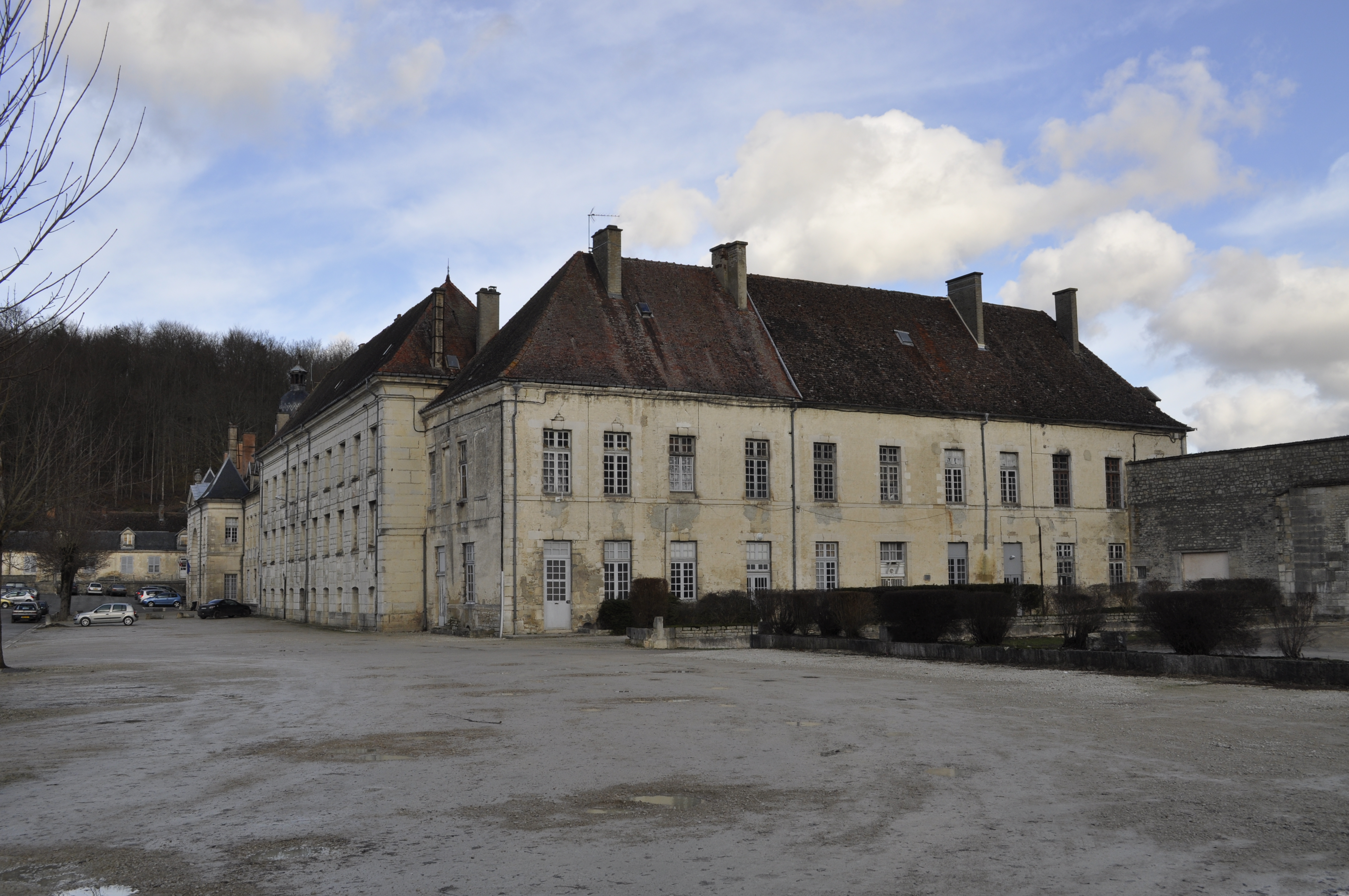
Abadia de Claraval, na região de Champanha-Ardenas (França). Fundada por Bernardo, foi sua residência por mais de 40 anos. Ali foi abade e escreveu a maior parte de suas obras.

A pequena comunidade de beneditinos reformados de Cîteaux, que teria uma profunda influência sobre o monasticismo ocidental, cresceu rapidamente. Três anos depois, Bernardo foi enviado à frente de um grupo de doze monges para fundar uma nova casa no Vallée d'Absinthe, na Diocese de Langres, uma região que ele batizou de "Claire Vallée" (que evoluiu depois para "Clairvaux" e tornou-se "Claraval" em português). A nova abadia, fundada em 25 de junho de 1115, ligou seu nome, Abadia de Claraval, ao de Bernardo daí em diante. Durante uma ausência do bispo de Langres, Bernardo foi abençoado como abade por Guilherme de Champeaux, bispo de Châlons-sur-Marne e, a partir daí, uma forte amizade nasceu entre os dois. Guilherme era também professor de teologia em Notre-Dame de Paris e fora o fundador da Abadia de São Vítor na mesma cidade.
Os primeiros anos da nova abadia foram muito difíceis. O regime era tão austero que Bernardo ficou doente e, somente depois da intervenção de seu amigo Guilherme e por imposição do capítulo geral da ordem que o regime seria relaxado. Apesar disso, o mosteiro progrediu rapidamente. Discípulos chegavam de todas as partes para servirem sob a direção espiritual de Bernardo, incluindo seu pai e todos os seus irmãos. Humbelina, sua irmã, permaneceu no mundo secular, mas, com o consentimento do marido, ela também se tornou freira no convento beneditino de Jully-les-Nonnains. Futuramente, Geraldo de Claraval (Gerard de Clairvaux), irmão mais velho de Bernardo, tornar-se-ia um obedientiarius em Cîteaux. Contudo, a abadia logo ficou pequena demais e novos grupos de monges foram enviados para fundar novas casas. Em 1118, a Abadia de Trois-Fontaines foi fundada na Diocese de Châlons; em 1119, a Abadia de Fontenay na Diocese de Autun; em 1121, a Abadia de Foigny, perto de Vervins, na Diocese de Laon. Porém, não foram só vitórias para Bernardo neste período. Durante uma ausência de Claraval, o grão-prior da Abadia de Cluny foi à Claraval e atraiu o sobrinho de Bernardo, Roberto de Châtillon, para sua abadia, o que deu causa à mais longa e emocional de todas as cartas de Bernardo.
Em 1119, Bernardo esteve presente no primeiro capítulo geral da ordem, convocado por Santo Estêvão de Cîteaux. Apesar de não estar ainda com trinta anos de idade, Bernardo foi ouvido com grande atenção e respeito, especialmente quando discursou sobre suas ideias a respeito de uma retomada do espírito primitivo de cumprimento das regras e maior fervor em todas as ordens monásticas. Foi este capítulo que decidiu a versão definitiva da constituição da ordem e dos regulamentos da "Carta de Caridade" que o papa Calisto II confirmou em 23 de dezembro de 1119. No ano seguinte, Bernardo escreveu sua primeira obra, "De Gradibus Superbiae et Humilitatis", e botou por escrito suas homilias em "De Laudibus Mariae". Os monges negros de Cluny, porém, estavam descontentes com o papel de liderança que Cîteaux vinha assumindo entre as demais ordens e, por isso, os tentaram fazer com que estas regras parecessem ser impraticáveis. A pedido de Guilherme de São Teodorico, Bernardo defendeu-as em sua "Apologia", dividida em duas partes. Na primeira, provou ser ele próprio inocente das acusações de Cluny e, na segunda, contra-atacou as acusações. Demonstrou sua profunda estima pelos beneditinos de Cluny e afirmou amá-los tanto quanto os seus demais irmãos nas outras ordens. Pedro, o Venerável, abade de Cluny, respondeu a Bernardo e assegurou-o de sua grande admiração e sincera amizade. Neste ínterim, Cluny também iniciou suas reformas e o abade Suger, ministro de Luís VI da França, convertido pela "Apologia" de Bernardo, renunciou à vida secular e voltou para seu antigo mosteiro para restaurar a disciplina. O zelo de Bernardo se estendeu além disso aos bispos, demais clérigos e à população laica. Sua carta ao arcebispo de Sens, desta época, é considerada como sendo um tratado sobre a vida episcopal ("De Officiis Episcoporum"). Do mesmo período é também sua obra "Graça e Livre Arbítrio".

### Doutor da Igreja (1128—1146)

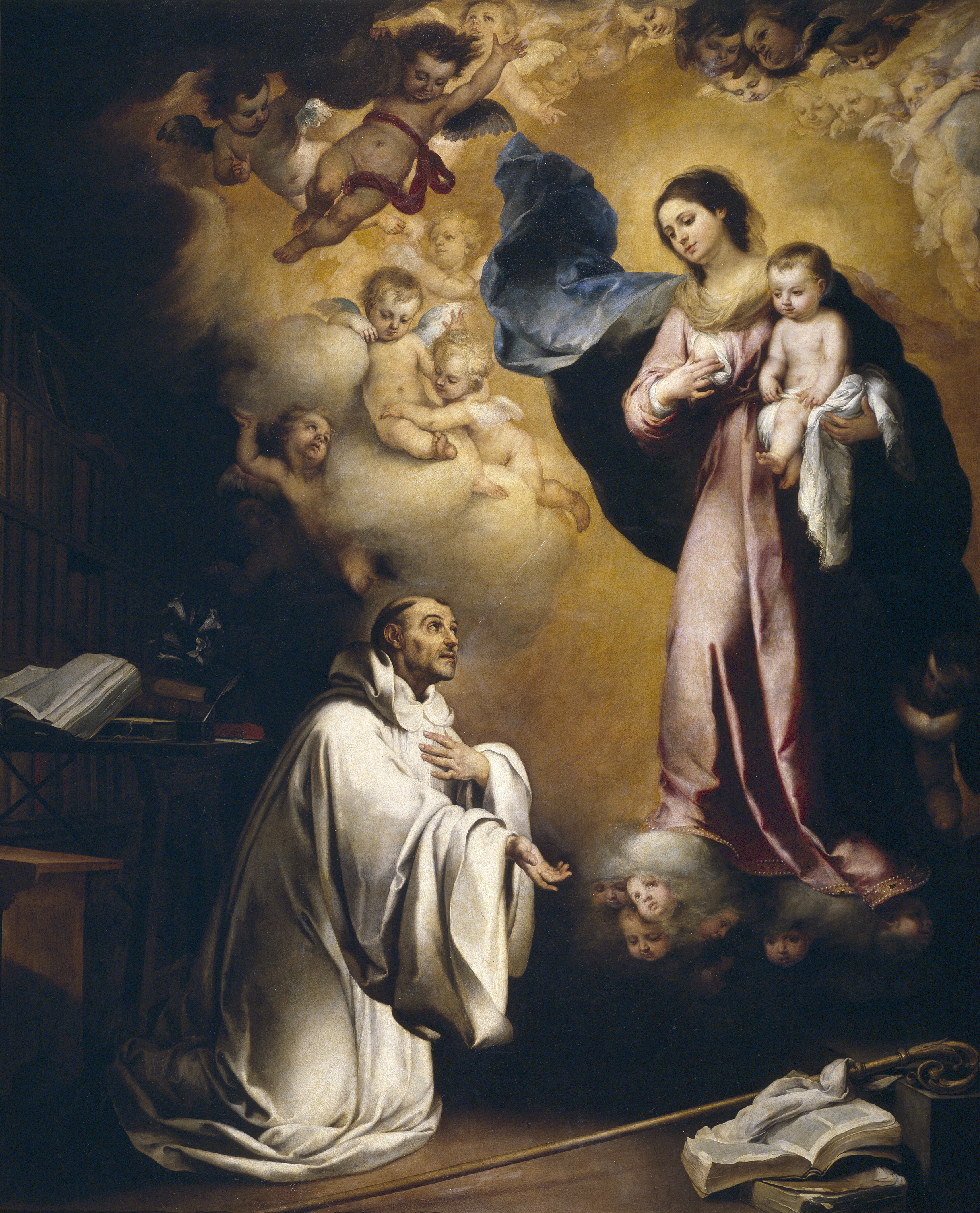
Aparição da Virgem Maria a São Bernardo no estilo Lactatio Bernardi. Um dos pilares da fé de Bernardo era sua crença na mediação da Virgem nos assuntos da fé.
1655. Por Murillo, atualmente no Museu do Prado, Madrid.

Em 1128, Bernardo participou do Concílio de Troyes, convocado pelo papa Honório II e presidido pelo cardeal Mateus, bispo de Albano, com o objetivo de resolver definitivamente a disputa entre os bispos de Paris e de propor algumas regulamentações para a Igreja da França. Os bispos reunidos elegeram Bernardo como secretário do concílio e o encarregaram de escrever os estatutos sinodais. Como resultado do concílio, o bispo de Verdun foi deposto. Foi ali também que Bernardo delineou a regra monástica que seria seguida pelos Cavaleiros Templários e que tornar-se-ia o ideal de nobreza cristão. Por volta da mesma época, Bernardo escreveu sua eulogia aos templários, a "Liber ad milites templi de laude novae militiae".
Contudo, novamente Bernardo se viu criticado e chegou a ser denunciado em Roma, acusado desta vez de ser um monge se metendo em assuntos que não lhe diziam respeito. O cardeal Harmerico, em nome do papa, escreveu a Bernardo uma dura carta de admoestação na qual afirma que "não é adequado que sapos barulhentos e problemáticos deixem seus pântanos para se meter com a Santa Sé e os cardeais". Bernardo respondeu afirmando que, se ele ajudou no concílio, foi por que foi arrastado para lá à força e continuou:
| “ | Mas, ilustre Harmerico, se você desejar , quem seria mais capaz de libertar-me da necessidade de ajudar no concílio senão você mesmo? Proíba que sapos barulhentos e problemáticos saiam de suas tocas, que deixem seus pântanos... Desta forma, seu amigo não mais será exposto a acusações de orgulho e presunção. | ” |

A carta, apesar do tom, foi muito bem recebida por Harmerico e pela Santa Sé.

#### Cisma
A influência de Bernardo logo se faria sentir também nos assuntos provinciais. Ele defendeu os direitos da Igreja contra os avanços de reis e príncipes e lembrou Henrique Sanglier, arcebispo de Sens, e Estêvão de Senlis, bispo de Paris, de seus deveres. Com a morte de Honório II, ocorrida em 14 de fevereiro de 1130, um cisma irrompeu na Igreja depois que dois papas foram eleitos, Inocêncio II e Anacleto II. Inocêncio, depois de ser expulso de Roma por Anacleto, refugiou-se na França. O rei Luís VI convocou um concílio de bispos franceses em Étampes no mesmo ano. Bernardo foi escolhido para decidir entre os rivais pelo posto e escolheu Inocêncio. Depois do concílio, Bernardo viajou para o Reino da Inglaterra para tratar com Henrique I suas dúvidas em relação ao novo papa - a maioria dos bispos ingleses havia apoiado a eleição de Anacleto - e convenceu-o da correção da escolha. O Sacro Império Romano-Germânico já havia se decidido por Inocêncio depois da intervenção de São Norberto de Xanten, amigo de Bernardo. Ainda assim, Inocêncio insistiu que Bernardo o acompanhasse durante sua apresentação ao imperador Lotário III, que tornou-se o seu maior aliado entre os nobres europeus. Depois de diversos concílios, como o de Étampes, Wurzburg, Clermont e Rheims, todos apoiando Inocêncio, havia ainda uma grande divisão no mundo cristão. No final de 1131, os reinos da França, Inglaterra, Castela, Aragão e o Império Germânico apoiavam Inocêncio, ao passo que a maior parte da Itália, o sul da França e a Sicília, juntamente com os patriarcas orientais em Constantinopla, Jerusalém e Antioquia apoiavam Anacleto.

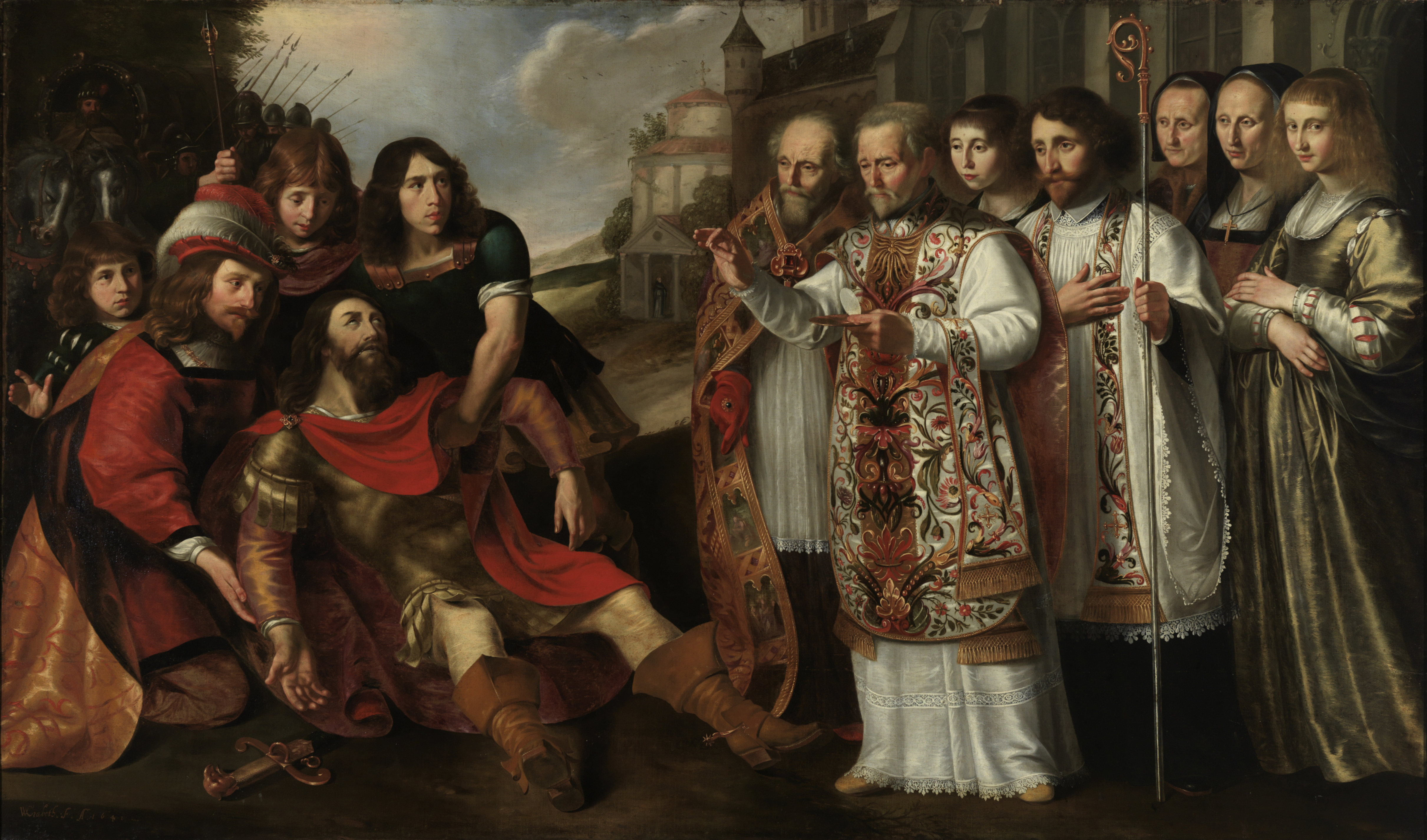
São Bernardo converte o conde de Poitiers, Guilherme X.
1641. Por Wouter Crabeth II.

Em 1132, Bernardo acompanhou Inocêncio II numa viagem à Itália e, quando passaram por Cluny, o papa extinguiu todas as taxas que Claraval pagava tradicionalmente aos cluníacos, o que iniciou uma discussão entre os monges brancos (cistercienses) e os monges negros (cluníacos) que perduraria por vinte anos. Em maio do mesmo ano, Inocêncio, apoiado por Lotário III, finalmente entrou em Roma, mas o imperador, sentindo que suas forças seriam insuficientes para resistir à guerra de guerrilha dos aliados de Anacleto na península, recuou para além dos Alpes e obrigou Inocêncio a se refugiar em Pisa em setembro de 1133. Bernardo, que havia retornado para casa em junho para continuar seu trabalho de paz, teve que retornar para a Aquitânia no final de 1134 depois que o conde de Poitiers, Guilherme X novamente passou a apoiar Anacleto, voltando atrás numa promessa feita a Bernardo três anos antes. Ele convidou-o para uma missa na igreja de La Couldre e, durante a Eucaristia, "advertiu o duque a não desprezar Deus como ele despreza Seus servos". Guilherme cedeu novamente e o cisma aparentemente terminou.
Bernardo seguiu novamente para a Itália, onde Rogério II da Sicília estava tentando forçar a República de Pisa a apoiar Anacleto. Lá, conseguiu reconquistar a aliança do Ducado de Milão para o papa depois de os milaneses terem rompido com o papado ao seguir o arcebispo Anselmo V, que foi deposto. Por isso, recebeu - e recusou - uma proposta para tornar-se o novo arcebispo de Milão, preferindo voltar para Claraval. Acreditando estar seguro em seu claustro, Bernardo dedicou-se com renovado vigor à composição das obras que lhe valeriam, séculos depois, o título de "Doutor da Igreja". Entre elas, seus famosos sermões "Sobre o Cântico dos Cânticos". Em 1137, Bernardo foi novamente obrigado a abandonar seu refúgio por ordem do papa, que precisava dele para acabar com a disputa entre Lotário e Rogério da Sicília. Numa conferência de paz em Palermo, Bernardo convenceu o rei siciliano a apoiar Inocêncio II, silenciando assim um dos últimos defensores do cisma. Anacleto morreu "de desgosto e amargura" em 25 de janeiro de 1138, encerrando definitivamente a disputa.
Em 1139, Bernardo ajudou a organizar o Segundo Concílio de Latrão, que condenou os poucos que ainda aderiam ao cisma. Na mesma época, recebeu a visita, em Claraval, de São Malaquias, o Primaz de Toda Irlanda e uma amizade muito estreita se formou entre eles. Malaquias queria tornar-se um cisterciense, mas o papa não permitiu; ele acabaria morrendo em Claraval em 1148.

#### Disputa com Abelardo

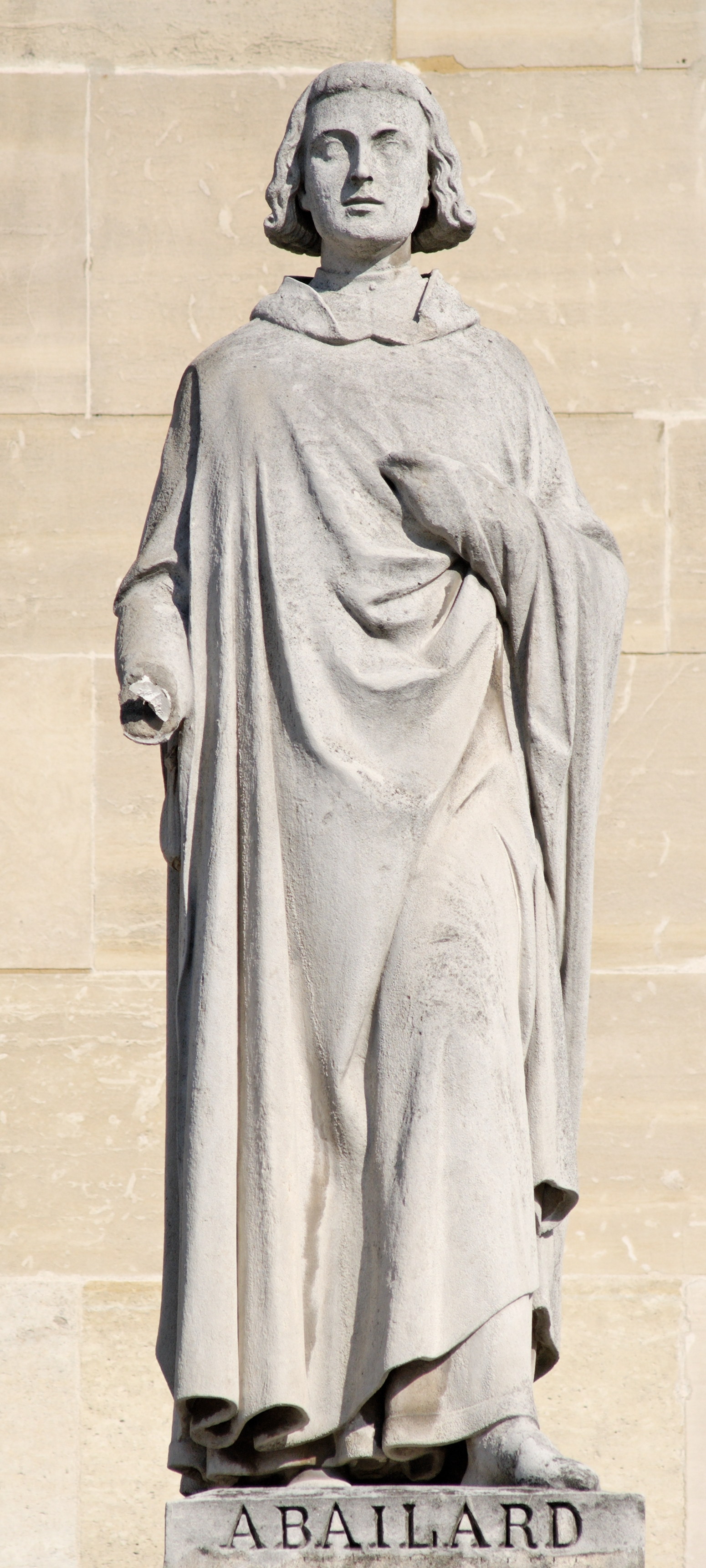
Pedro Abelardo. Apesar de sua controvérsia com São Bernardo e sua condenação por heresia, Abelardo é muito mais conhecido por sua famosa história de amor com a abadessa Heloísa, revelada através da correspondência entre os dois.Antes de 1853. Cour Napoléon, no Louvre.

No final do século XI, um espírito de independência floresceu entre filósofos e teólogos, o que, por um tempo, levou à exaltação da razão e do pensamento racionalista. O movimento encontrou um poderoso e ardente defensor em Pedro Abelardo, cujo tratado sobre a Santíssima Trindade acabou sendo condenado como herético em 1121 numa decisão que forçou o próprio Abelardo a atirá-lo no fogo. Porém, ele continuou a desenvolver sua doutrina inabalado. Bernardo, ao saber disso através do relato de Guilherme de São Teodorico, encontrou-se com Abelardo com o objetivo de persuadi-lo a emendar suas obras, o que ele prometeu fazer depois de mostrar-se arrependido. Porém, assim que Bernardo partiu, mudou de ideia. Furioso, Bernardo denunciou Abelardo ao papa e à Cúria Romana. Este, por sua vez, tentou discutir com Bernardo, mas ele se recusou num primeiro momento afirmando não acreditar que assuntos desta importância deveriam ser resolvidos através de análises lógicas (e sim através de argumentos teológicos). As cartas de Bernardo a Guilherme revelam, além disso, que Bernardo estava apreensivo por ter que confrontar um famoso lógico. Abelardo continuou a exigir um debate público e fez com que seu desafio ficasse amplamente conhecido, dificultando a situação para Bernardo. Em 1141, a pedido de Abelardo, o arcebispo de Sens convocou um concílio de bispos perante o qual os dois deveriam apresentar seus casos, abrindo assim a possibilidade de Abelardo limpar seu nome. Na noite anterior ao debate, Bernardo conseguiu convencer vários dos prelados da justiça de sua causa e, no dia seguinte, logo depois do discurso inicial de Bernardo, Abelardo, sabendo da intriga, resolveu se retirar sem sequer tentar responder. O concílio decidiu em favor de Bernardo e o julgamento foi confirmado pelo papa. Abelardo se submeteu sem resistência e se retirou para Cluny, onde viveu sob a proteção de Pedro, o Venerável, até morrer dois anos depois.

#### Ordem de Cister e heresia

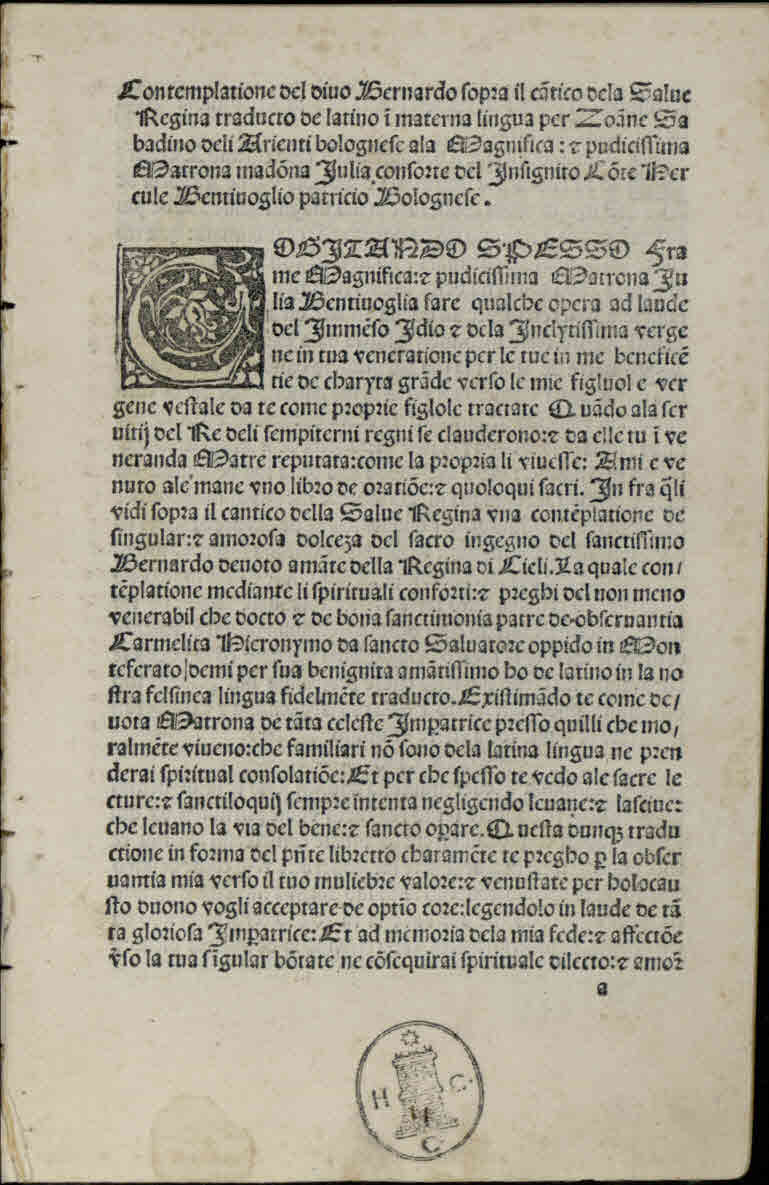
Meditatio super Salve Regina, 1495

Com o mosteiro lotado, Bernardo enviou uma grande quantidade de grupos de monges para a Alemanha, Suécia, Inglaterra, Irlanda, Portugal, Suíça e Itália. Alguns, por ordem de Inocêncio II, se apoderaram da Abadia de Trois-Fontaines, de onde emergiria o futuro papa Eugênio III em 1145, a quem Bernardo enviaria depois, a seu pedido, instruções que depois seriam compiladas no "Livro das Considerações", uma cujas ideias principais eram que a reforma da Igreja deveria começar com a santidade do próprio papa, que assuntos temporais eram acessórios e que os princípios de piedade e meditação deveriam preceder a ação.
Tendo ajudado antes a acabar com um cisma na Igreja, Bernardo foi novamente convocado, desta vez para combater a heresia. Henrique de Lausana, um antigo monge em Cluny, adotou as doutrinas hereticas de Pedro de Bruys e passou a divulgá-las, um pouco modificadas, depois da morte dele. Em junho de 1145, a convite do cardeal Alberico de Óstia, Bernardo viajou para o sul da França, onde sua pregação, apoiada por sua aparência ascética e suas roupas simples, foi instrumental para acabar com a nova seita. Tanto henriquianos quanto pedrobrusianos começaram a rarear já no final do mesmo ano. Logo depois, Henrique foi preso, levado até o bispo de Toulouse e, provavelmente, preso pelo resto da vida. Numa carta ao povo de Toulouse, indubitavelmente escrita antes do final de 1146, Bernardo urge os habitantes da cidade a extirparem os últimos resquícios da heresia. Enquanto estava na região, Bernardo também pregou contra o catarismo.

### Segunda Cruzada (1146—1149)
Em 1146, notícias alarmantes para os cristãos começaram a chegar da Terra Santa. A maior parte do Condado de Edessa havia caído nas mãos dos turcos seljúcidas depois da vitória muçulmana no Cerco de Edessa. O Reino de Jerusalém e os demais estados cruzados estavam agora à beira de um desastre similar. Diversas embaixadas de bispos vindos do Reino Armênio da Cilícia chegaram para pedir ajuda ao papa; vieram também a Roma embaixadores do rei da França. O papa, pressionado, encarregou Bernardo de pregar uma nova cruzada e prometeu conceder aos participantes as mesmas indulgências que Urbano II havia concedido na anterior.

Num primeiro momento, o entusiasmo popular pela empreitada foi pífio, assim como já ocorrera em 1095. Bernardo então achou por bem se ater aos resultados que a tomada da cruz poderia gerar: a absolvição dos pecados e de recepção da graça divina. Em 31 de março, na presença de Luís VII da França, Bernardo pregou para uma enorme multidão reunida num campo em Vézelay. James Meeker Ludlow descreve a cena da seguinte forma:
| “ | Um grande palanque foi erguido numa colina fora da cidade. Rei e monge apareceram juntos, representando a vontade combinada da terra e do céu. O entusiasmo da plateia de Clermont quando Pedro, o Eremita, e Urbano II lançaram a primeira cruzada era equivalente ao fervor sagrado inspirado agora por Bernardo, que gritava: "Ó vós que me ouvis! Apressai-vos para aplacar a fúria do céu, mas não imploreis mais por sua bondade reclamando inutilmente. Vesti-vos em panos de saco e também cobri-vos com impenetráveis escudos [a cruz]. O ruído das armas, o perigo, as labutas, as fadigas da guerra, são as penitências que Deus agora impõe sobre vós. Apressai-vos assim para expiar seus pecados através de vossas vitórias sobre os infiéis e que a libertação dos lugares santos seja a recompensa de vosso arrependimento". Como da vez anterior, os gritos de "Deus vult!" preencheram o silêncio no campo e ecoou na voz do orador: "Amaldiçoado seja aquele que não manchar sua espada de sangue!" | ” |
|   | — James Meeker Ludlow. |   |

Quando Bernardo terminou, a multidão se alistou em massa e, segundo o relato, acabaram com os panos de saco para vestirem-se com o "escudo da cruz". Conta-se que Bernardo entregou suas próprias roupas para ajudar na empreitada. Ao contrário da Primeira Cruzada, esta nova tentativa atraiu a realeza, como Eleanor de Aquitânia, rainha da França; Teodorico da Alsácia, conde de Flandres; Henrique, o futuro conde de Champagne; o irmão de Luís VII, Robert I de Dreux; Afonso-Jordão de Toulouse; Guilherme II de Nevers; Guilherme de Warenne, 3º earl de Surrey; Hugo VII de Lusignan e diversos outros nobres e bispos. Mas um apoio ainda maior foi conquistado entre a população e Bernardo escreveu para o papa apenas alguns dias depois afirmando que "cidades e castelos estão agora vazios. Não sobrou um homem para cada sete mulheres e por toda parte há viúvas de maridos vivos".
Bernardo então foi para o Império Germânico, onde os relatos de milagres que se multiplicaram a cada passo de sua viagem sem dúvida contribuíram para o sucesso de sua missão. Conrado III da Alemanha e seu sobrinho, Frederico Barbarossa, receberam a cruz das mãos do próprio Bernardo. O papa Eugênio foi pessoalmente à França depois para reforçar a pregação e, assim como já havia acontecido na cruzada anterior, a pregação deu início a uma série de ataques à população judaica da região. Um fanático monge francês chamado Radulphe foi, aparentemente, o responsável por muitos massacres na Renânia (Colônia, Mainz, Worms e Speyer), argumentando que os judeus não estariam contribuindo financeiramente para o resgate da Terra Santa. Os arcebispos de Colônia e Mainz se opuseram veementemente aos ataques e pediram que Bernardo denunciasse Radulphe, o que ele fez. Porém, conforme a campanha avançava, Bernardo foi forçado a ir dos Flandres até a Alemanha para lidar com o problema pessoalmente. Depois de encontrar Radulphe pessoalmente em Mainz, conseguiu finalmente silenciá-lo ordenando que voltasse para seu mosteiro.
Os últimos anos de Bernardo foram de grande tristeza por causa do fracasso desta cruzada, que, por ter sido pregada principalmente por ele, acabou tornando-se também um fracasso pessoal. Ele considerava que era seu dever enviar um pedido de desculpas ao papa e ele foi inserido na segunda parte do "Livro de Considerações". Nele, Bernardo explica como os pecados dos cruzados teriam sido responsáveis pelo desastre. Quando iniciou sua tentativa de convocar uma nova cruzada, Bernardo tentou desassociar seu nome completamente da Segunda.

### Anos finais (1149—1153)
A morte de seus contemporâneos serviu de aviso a Bernardo de que seu próprio fim se aproximava. O primeiro a morrer foi Suger, em 1152, sobre quem Bernardo escreveu ao papa Eugênio III elogiando: "Se existe um vaso precioso adornando o palácio do Rei dos Reis, é a alma do venerável Suger". Conrado III e Henrique morreram no mesmo ano. Quando o próprio Eugênio morreu em 1153, Bernardo perdeu seu melhor amigo e consolador. São Bernardo morreu em 20 de agosto de 1153 aos sessenta e três anos de idade, quarenta dos quais passou enclausurado. Foi enterrado na Abadia de Claraval, mas, depois que ela foi dissolvida em 1792 durante a Revolução Francesa, seus restos mortais foram levados para a Catedral de Troyes.

## Teologia
| “ | O dinheiro é semeado com tanta perícia que parece multiplicar-se. O mero espetáculo de tais onerosas ilusões inflama os homens, não os dispõe para a oração. O olhar fixo nas relíquias cobertas de ouro abre os cordões à bolsa; assim, a opulência gera nova opulência. Exibem-se imagens de santos e santas, de beleza tão perfeita que avaliamos a divindade da figura pelo colorido da imagem. O povo acorre a beijá-las, movido às esmolas, e admira o belo em vez de venerar o sagrado. | ” |
| — S. Bernardo de Claraval, cit. in Penelope Davies et al., A Nova História da Arte de Janson, Lisboa, Fundação Calouste Gulbenkian, 2010, p. 370 | |   |

São Bernardo de Claraval foi nomeado Doutor da Igreja em 1830. No 800º aniversário de sua morte, Pio XII emitiu uma encíclica sobre Bernardo, "Doctor Mellifluus", na qual chama-o de "O Último dos Padres". Bernardo não rejeitou a filosofia humana, que é genuína e leva a Deus, mas diferenciou os diversos tipos de conhecimento, colocando no posto mais alto o teológico. Três elementos centrais da mariologia de Bernardo são: sua explicação para a virgindade perpétua de Maria, a "Estrela do Mar"; como os fieis deveriam rezar para a Virgem Maria e como ele percebia a Virgem como "Medianeira".
Bernardo também defendia algumas doutrinas que os reformadores posteriores retomariam no início da Reforma. Por isso, alguns o identificam como sendo um protestante antes de seu tempo. A realidade, porém, é que Bernardo defendia uma mistura de doutrinas reformistas e outras defendidas pela Igreja Católica Apostólica Romana até hoje. Bernardo era, por exemplo, cético em relação à doutrina da Imaculada Conceição de Maria. Era também de grande importância para os reformadores o conceito de justificação de Bernardo. Calvino cita Bernardo diversas vezes para demonstrar a validade histórica da doutrina da "Sola Fide", que Lutero descrevera como sendo um artigo de fé sobre o qual a Igreja se sustenta ou rui. Calvino também cita-o quando desenvolve sua doutrina de uma retidão forense exterior, traduzida geralmente como "retidão imputada".

## Espiritualidade
Bernardo foi instrumental ao reenfatizar a importância da "Lectio Divina" e da contemplação sobre as Escrituras na Ordem de Cister. Ele observou que, quando ela era negligenciada, sofria o monasticismo e, mais, considerava que ela, juntamente com a contemplação guiada pelo Espírito Santo, eram chaves para nutrir a espiritualidade cristã.
Expandindo sobre a doutrina de Santo Anselmo de Cantuária (outro Doutor da Igreja), Bernardo transmutou o cristianismo calcado no ritual sacramental típico da Alta Idade Média numa nova fé, mais pessoal, que tinha a vida de Cristo como modelo e com grande ênfase na Virgem Maria. Ao contrário do viés racionalista utilizado para compreender o divino adotado pelo escolasticismo, Bernardo pregava uma fé mais imediata tendo Maria como intercessora.

## Obras
Entre as obras de São Bernardo estão:
- "De gradibus humilitatis et superbiae" ("Os Passos da Humildade e do Orgulho"), seu primeiro tratado, escrito em meados da década de 1120.[28]
- "Apologia ad Guillelmum Sancti Theoderici Abbatem" ("Apologia a Guilherme de São Teodorico"), escrito em defesa dos cistercienses contra as alegações dos monges cluníacos.[29]
- "De Conversione Ad Clericos Sermo Seu Liber" ("Sobre a Conversão de Clérigos"), um livro endereçado aos jovens clérigos de Paris, escrito em 1122.[30]
- "De Gratia et Libero Arbitrio" ("Sobre a Graça e o Livre Arbítrio"), escrito por volta de 1128 em defesa dos dogmas católicos da graça e do livre arbítrio seguindo os princípios lançados por Santo Agostinho (também Doutor da Igreja).[31]
- "De diligendo Dei" ("Sobre Amar Deus"), escrito possivelmente em 1128, delineia sete estágios da ascensão que leva à união com Deus.[32]
- "De Laude Novae Militiae" ("Um Elogio à Nova Cavalaria"), endereçada a Hugo de Paynes, o primeiro grande-mestre da Ordem dos Templários e prior de Jerusalém (1129). Uma eulogia aos templários, ordem instituída em 1118, e uma exortação aos cavaleiros para que se portassem corajosamente em suas diversas funções.[33]
- "De praecepto et dispensatione libri" ("Livro de Preceitos e Dispensações"), escrito entre 1141 e 1144, contém respostas a questões sobre alguns pontos da "Regra de São Bento" que os abades podem ou não podem decidir.[34]
- "De Consideratione" ("Sobre Consideração"), escrito entre 1148 e 1153, endereçada ao papa Eugênio III.[35]
- "Liber De Vita Et Rebus Gestis Sancti Malachiae Hiberniae Episcopi" ("A Vida e a Morte de São Malaquias, o Irlandês").[36]
- "De Moribus Et Officio Episcoporum", uma carta endereçada a Henrique, arcebispo de Sens, sobre os deveres dos bispos.[37]

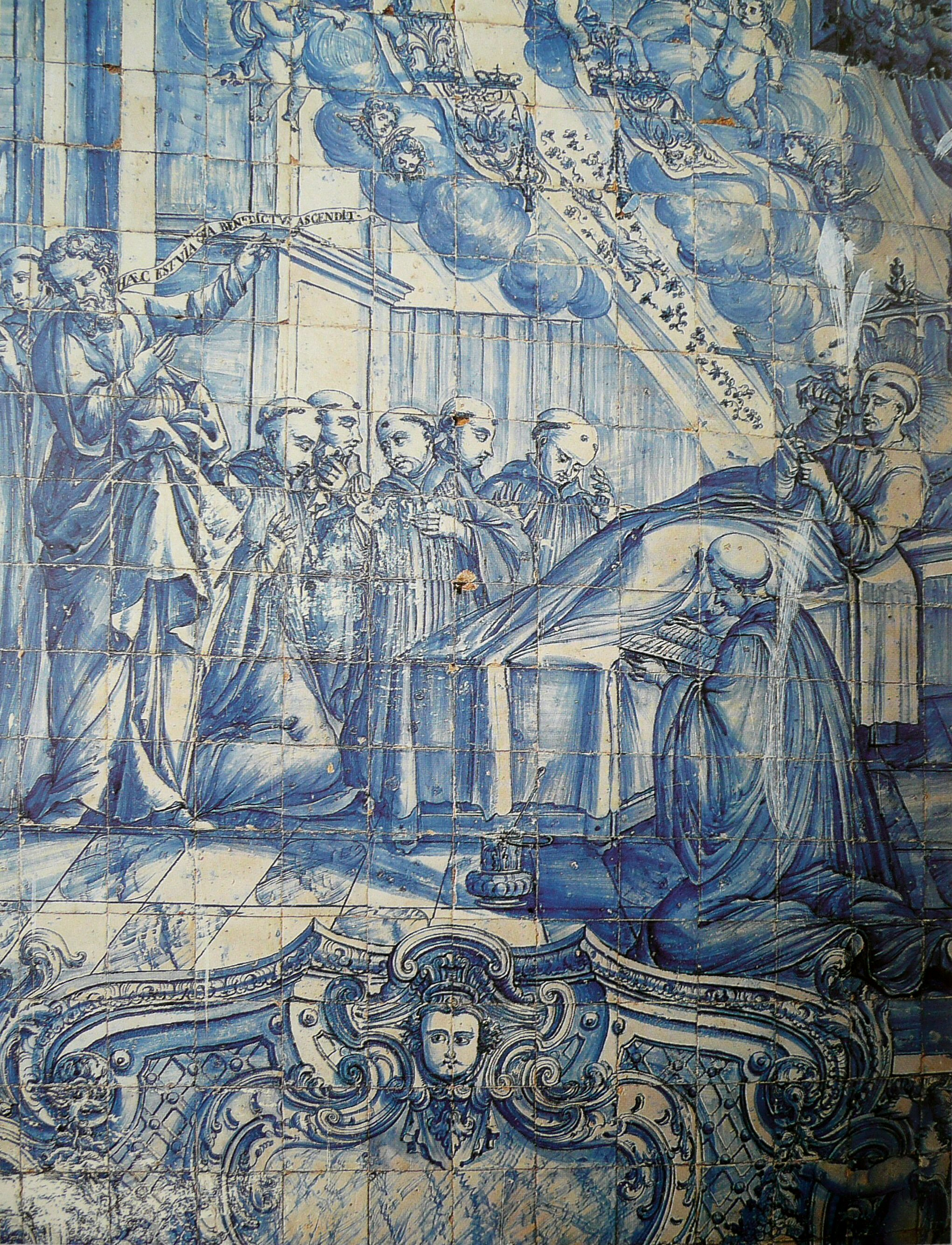
Morte de São Bernardo em 1153, em Claraval.
Convento de São Bernardo, em Portalegre, Portugal].

São numerosos também os seus sermões:
- Os mais famosos são seus "Sermones super Cantica Conticorum" ("Sermões sobre o Cântico dos Cânticos"). Embora já se tenha sugerido que o sermão seja apenas um artifício retórico num conjunto de obras cujo objetivo era unicamente ser lido, principalmente por que estas obras literárias bem trabalhadas e longas jamais poderiam ter sido anotadas corretamente por um monge enquanto Bernardo pregava, acadêmicos modernos tendem a acreditar que, embora o que se encontra nestes textos tenha certamente sido escrito por Bernardo, os textos provavelmente tem sua origem em sermões pregados aos monges de Claraval.[38] Bernardo começou a escreve-los em 1135 e morreu sem tê-los completado, deixando oitenta e seis.[39][40] Algum tempo depois da morte de Bernardo, o monge cisterciense inglês Gilberto de Hoyland recebeu a incumbência de continuar a série. Ele escreveu mais 47 sermões antes de morrer em 1172, levando a série até o capítulo 5 do Cântico dos Cânticos. Outro abade cisterciense inglês, João de Ford, escreveu mais 120 e completou o comentário-sermão sobre o livro bíblico.
- Há 125 "Sermones per annum" ("Sermões sobre o Ano Litúrgico") sobreviventes.
- Há também diversos "Sermones de diversis" ("Sermões sobre Diferentes Tópicos").
- Trecho do Sermão de quarta-feira da Semana Santa

Finalmente, há 547 cartas inequivocamente atribuídas a Bernardo.

Muitas cartas, tratados e outras obras foram erroneamente atribuídas e sobreviveram. Elas são atualmente referidas como sendo de Pseudo-Bernardo:
- "Meditações", obra provavelmente escrita em algum momento do século XIII. Ela circulou amplamente durante a Idade Média sob o nome de Bernardo e era uma das mais populares obras religiosas da Idade Média Tardia. Trata principalmente do auto-conhecimento como sendo o princípio da sabedoria e começa com a famosa frase "Muitos sabem muito sem conhecer a si próprios".[42]

## Legado
A teologia e a mariologia de Bernardo continuam sendo de grande importância, principalmente para as ordens dos cistercienses e trapistas, nas quais seus textos são prescritos como leituras obrigatórias. Bernardo foi o responsável direto pela fundação de 163 mosteiros em diferentes partes da Europa e, quando morreu, o número era de 343. Sua influência levou o papa Alexandre III a lançar reformas que levariam ao estabelecimento do "Código de Direito Canônico". Bernardo foi ainda o primeiro monge cisterciense a entrar para o calendário de santos, tendo sido canonizado por Alexandre III em 18 de janeiro de 1174. Pio VIII proclamou-o Doutor da Igreja em 1830, conhecido como "Doctor Mellifluus" ("Doutor da Voz de Mel") por sua eloquência. Os cistercienses dedicam a ele as mesmas honras reservadas aos fundadores da ordem por seu extensivo trabalho para expandi-la em seus primeiros anos.

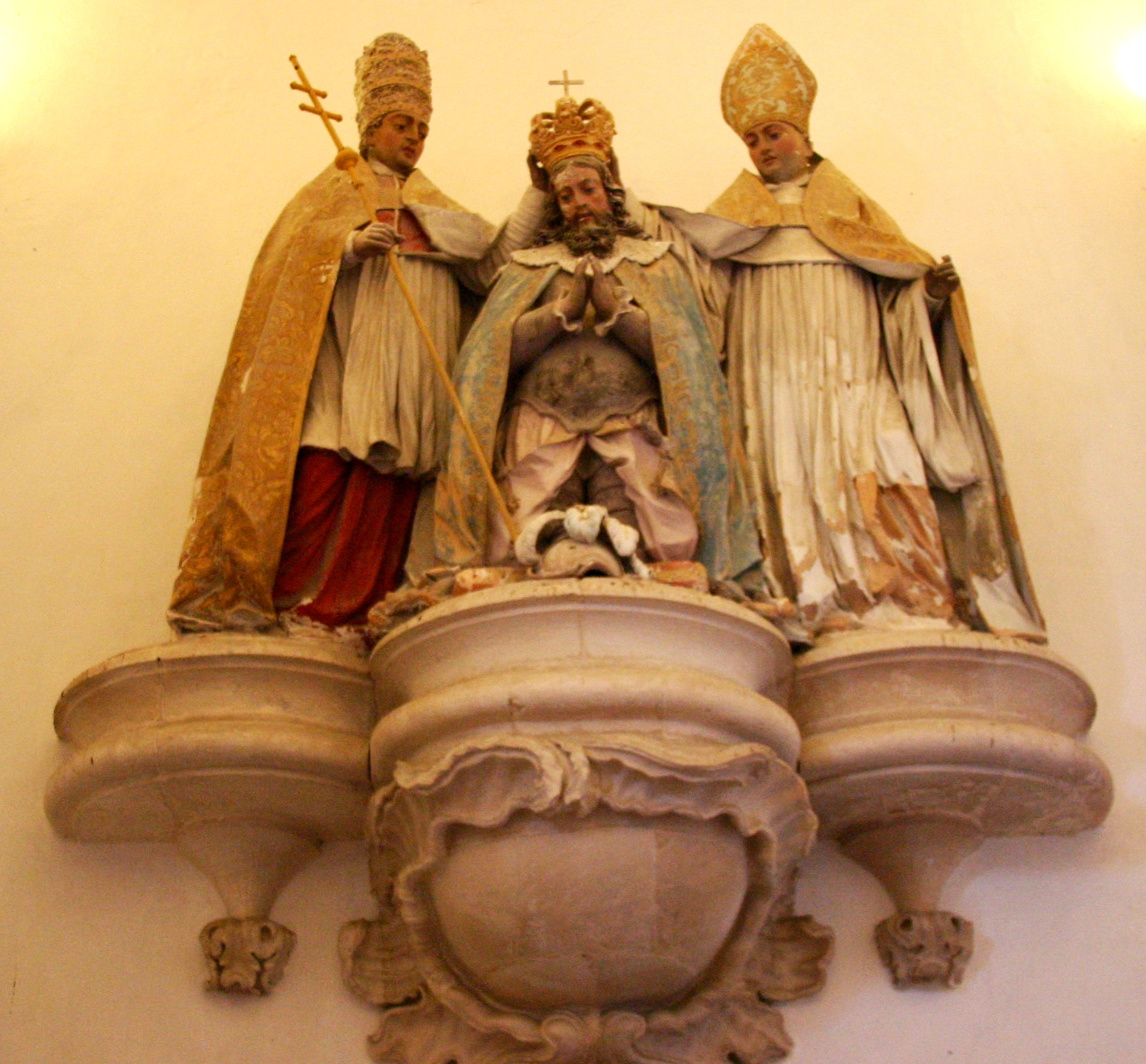
Escultura alegórica do Papa Alexandre III e de S. Bernardo de Claraval coroando D. Afonso Henriques, no Mosteiro de Alcobaça.

Na "Divina Comédia", de Dante Alighieri, Bernardo é o último dos guias de Dante, conduzindo-o através do Paraíso (cantos XXXI–XXXIII). O motivo parece ser o misticismo contemplativo de Bernardo, sua devoção à Virgem Maria e sua reputação de eloquência.
A cidade brasileira de São Bernardo do Campo foi batizada em homenagem a São Bernardo.

### São Bernardo e Portugal
Há lendas que associam São Bernardo a Portugal. Diz-se, por exemplo, que o próprio Bernardo teria vindo a Portugal quando se estabeleceu a Ordem de Cister no país (Mosteiro de São João de Tarouca, em 1142), e até que teria estado na Abadia de Alcobaça, um dos maiores coutos cistercienses de toda a Europa (o que evidentemente era impossível, já que a ela foi consagrada no ano da morte de Bernardo).[carece de fontes?]
Estudos recentes dão como certo que São Bernardo esteja associado à independência de Portugal. Parece ter sido por sua mediação (ou pelo menos, por mediação da sua abadia) que o papa enviou um legado à Península Ibérica que reconheceu, senão a independência nacional, pelo menos o título de duque a Afonso Henriques e a submissão do novo país à Santa Sé em troca do pagamento de quatro onças de ouro anuais.[carece de fontes?]

### Edição crítica
- A edição crítica moderna é J Leclercq, CH Talbot & HM Rochais, ed. (1957–1977). Sancti Bernardi opera (em latim). Roma: Editiones Cistercienses